# ريد هاستينغز
ريد هاستينغز (بالإنجليزية: Reed Hastings)‏ هو رائد أعمال وفاعل خير أمريكي. هو المؤسس المشارك والرئيس التنفيذي لنتفليكس وبعض الخدمات الأخرى. وهو عضو سابق في مجلس ولاية كاليفورنيا التربية والتعليم.

## النشأة
ولد هاستينغز في بوسطن، ماساتشوستس، وهو ابن جوان أموري ويلموت ريد هاستينغز. دخل كمتدرب في قوات مشاة بحرية الولايات المتحدة. انضم لفرق السلام بعد تخرجه من كلية بودوين.

## روابط خارجية
- ريد هاستينغز على موقع IMDb (الإنجليزية)
- ريد هاستينغز على موقع الموسوعة البريطانية (الإنجليزية)
- ريد هاستينغز على موقع مونزينجر (الألمانية)
- ريد هاستينغز على موقع ميوزك برينز (الإنجليزية)
- ريد هاستينغز على موقع إن إن دي بي (الإنجليزية)